# Raiden III
Raiden III (雷電III Raiden Surī?) es un videojuego  de tipo Matamarcianos de desplazamiento vertical del año 2005 desarrollado por MOSS, licenciado por Seibu Kaihatsu, y publicado en Japón por Taito. Es el cuarto juego en la serie Raiden. Raiden III usó el hardware de arcade Taito Tipo X, dando por completo gráficos 3D a la serie por primera vez. El juego fue publicado en los EE. UU. por UFO Interactive Games, en Europa por 505 Juegos, y en China por Soft-World International Corporation.

## Gameplay
Raiden III comparte las mismas mecánicas con los juegos anteriores en la serie, mientras introduce mecánicas nuevas para destacarlo de sus predecesores. Los jugadores tienen un arma primaria nueva, el Láser de Protón penetrante, y un arma de misil nueva, el Misil de Radar. La nueva mecánica introducida en este juego incluye el multiplicador por Flash Shot, el cual aumenta la puntuación cuanto más rápido un enemigo es destruido al aparecer, y Double Play, el cual deja un jugador para controlar ambas naves con un mando. Raiden III es el primer juego en la serie en dar a la nave del jugador un hitbox más pequeño. Las bombas fueron cambiadas para desplegarse instantáneamente y cubrir la pantalla entera, lo que es opuesto a los primeros juegos donde la explosión era retrasada y el área de daño era más pequeña.
El juego consta de siete etapas de dificultad creciente, con los primeros tres niveles teniendo lugar en la Tierra y los últimos cuatro teniendo lugar en el espacio.

### Argumento
En Raiden III, los Cristales han empezado otra invasión de la Tierra. VCD despliega entonces un nuevo modelo del Fighting Thunder, el ME-02, para detener a los Cristales y salvar a la Tierra. La secuencia de final del juego muestra al Fighting Thunder del jugador aterriza en las ruinas de otra nave Fighting Thunder, y se transforma en una Hada.

## Adaptaciones

### Windows, PlayStation 2 versiones
La adaptación para Windows de Raiden III fue publicada por Soft-World International Corporation. Incluye una traducción al inglés del texto japonés. La versión de Windows fue republicada internacionalmente en servicios de descarga en 2014. La versión de Windows es una adaptación casi perfecta de la versión de arcade.
UFO Interactive Games obtuvo los derechos de publicación para la versión de PlayStation 2 de Raiden III y publicó el juego en los EE. UU. en abril de 2007.

### Versiones de teléfono celular
La versión de Yahoo Móvil contienen 3 niveles de dificultad.

## Medios relacionados

### El DVD de Captura de JuegoThe Flash Desire Raiden III
El DVD de captura del juego de Raiden III fue publicado el 2 de noviembre de 2006. La versión de DVD contiene 120 minutos de imágenes, mientras la versión en CD contiene 70 minutos. Sus características incluyen:
- Contenidos 01 - Raiden III Modo Normal, Captura de juego (Kinomoto no está a cargo de jugar;  reproduce la captura de una partida one-coin del mismo trabajo de inicio a final.)
- Contenidos 02 - Raiden III  Captura de juego del Modo Double Play (Hattori está cargo de jugar;  reproduce la captura de una partida one-coin del mismo trabajo de inicio a final.)
- Contenidos 03 - FUERA DE TOMA (Otra captura de puntuación más alto que en el modo normal del contenido 01, maravillosos y fenomenal técnica de ingresos.)
- Banda sonora CD (ve abajo)

### Música relacionada con el juego.
1. Shoot like lightning (Demo apertura)
2. Takeoff with the suffer (Demo inicio)
3. Lightning strikes (Nivel 1)
4. Passing pleasures (Jefe)
5. Mission accomplishment (Nivel completado)
6. Electric Resistance (Nivel 2)
7. Dawn of sorrow (Nivel 3)
8. A labyrinth of steel (Nivel 4)
9. Intruder (Nivel 5)
10. Invisible menace (Nivel 6)
11. Last fear (Nivel 7)
12. Fairy (Final)
13. Game Over for Raiden I (Game over)
14. Carve your name (Ingreso de nombre)
15. Preparations (PS2 menu principal)